# Brassai Sámuel Elméleti Líceum
A Brassai Sámuel Líceum Kolozsvár egyik belvárosi középiskolája.

## Története
Az intézmény története 1948-ban kezdődött, amikor az épületben működő unitárius kollégiumot megszüntették. Az iskola ekkor az 1-es számú Magyar Fiúlíceum nevet kapta 1954-ig. Ez után kapta a 7-es számú Középiskola nevet, amit 3 évig viselt, majd 1957 júniusában Brassai Sámuelről nevezték el. 1962-ben német, illetve esti líceumi román tagozat indult. 1964-tól 1969-ig 7-es számú Líceum volt. 1970-ben államtanácsi határozattal ismét engedélyezték a Brassai nevet. 1977-ben (több más elméleti líceumhoz hasonlóan) ipari líceummá (szakközépiskolává) alakították át, neve Brassai Sámuel Ipari Líceummá változott. Az 1985-ös tanévtől kezdődően a nappali tagozaton is indítottak román tannyelvű osztályokat. 1990-ben a román tagozat 2500 tanulóját az újonnan létesített Avram Iancu líceumba helyezték át, és visszakapta a Brassai Sámuel Líceum nevet. A 2011-es tanévtől kezdődően az iskola átköltözött a régi unitárius kollégium épületébe.

## Jeles tanárai és diákjai
- Ajtay Ferenc első fokozatos földrajz-földtan szakos tanár, újságíró, ismeretterjesztő
- Benczédi József operatőr és dokumentumfilm-rendező
- Bitay Enikő mérnök-informatikus, egyetemi oktató, az MTA külső tagja, az EME főtitkára
- Bréda Ferenc esszéíró, költő
- Cseke Gábor költő, író, újságíró
- Demény Dezső pedagógiai, lélektani és szociológiai író
- Derzsi Ákos mérnök, Bihar megyei szenátor
- Egyed Emese költő, irodalomtörténész, egyetemi tanár
- Gaal György irodalomtörténész, kolozsvári helytörténész
- Jancsó Miklós színművész, író, egyetemi oktató
- Jodál Endre villamosmérnök, műszaki író, műfordító, szótárszerkesztő
- Horváth Andor esszéíró, költő
- Horváth László fotográfus, vállalkozó
- Kessler Jenő Attila biológus, paleo-ornitológus, szakíró, egyetemi tanár
- Málnási Ferenc pedagógus, pedagógiai szakíró
- Márton Evelin író, rádiós és irodalmi szerkesztő
- Mihalik András építőmérnök (út, vasút, vízépítés), feltaláló, a műszaki tudományok doktora
- Miklós László költő
- Miske László Jászai Mari-díjas színész
- Mózes Huba irodalomtörténész, az irodalomtudományok doktora
- Nagy Anna festőművész
- Nagy Károly pedagógus, pszichológus, egyetemi oktató, pedagógiai szakíró
- Nánó Csaba újságíró
- Pusztai Kálmán villamosmérnök, egyetemi tanár
- Sebestyén Kálmán művelődéstörténész
- Sinka Zoltán Tibor germanista, egyetemi oktató
- Soós Lenke földrajzkutató, módszertanos, egyetemi oktató
- Sóvágó Margit sportújságíró, tanár
- Szabó Bálint építész, műemlék-restaurátor
- Szabó Zsolt irodalomtörténész, főszerkesztő
- Széman Péter tüdőgyógyász főorvos, a szilágysomlyói tüdőgondozó osztályvezetője, a helyi RMDSZ alapító tagja, a Báthory István Alapítvány elnöke, az EMKE elnöke
- Szőcs Judit matematikus, szakszerkesztő
- Tamás Gáspár Miklós filozófus, közíró
- Tokay György politikus, diplomata, 1990 és 2004 között parlamenti képviselő, kisebbségügyi miniszter
- Turós-Jakab László építészmérnök, sportíró
- Vallasek István Pál fizikus, közgazdász, mérnök-fizikus
- Vetró András szobrász
- Vincze Zoltán történész, régész